# Mary McNamara

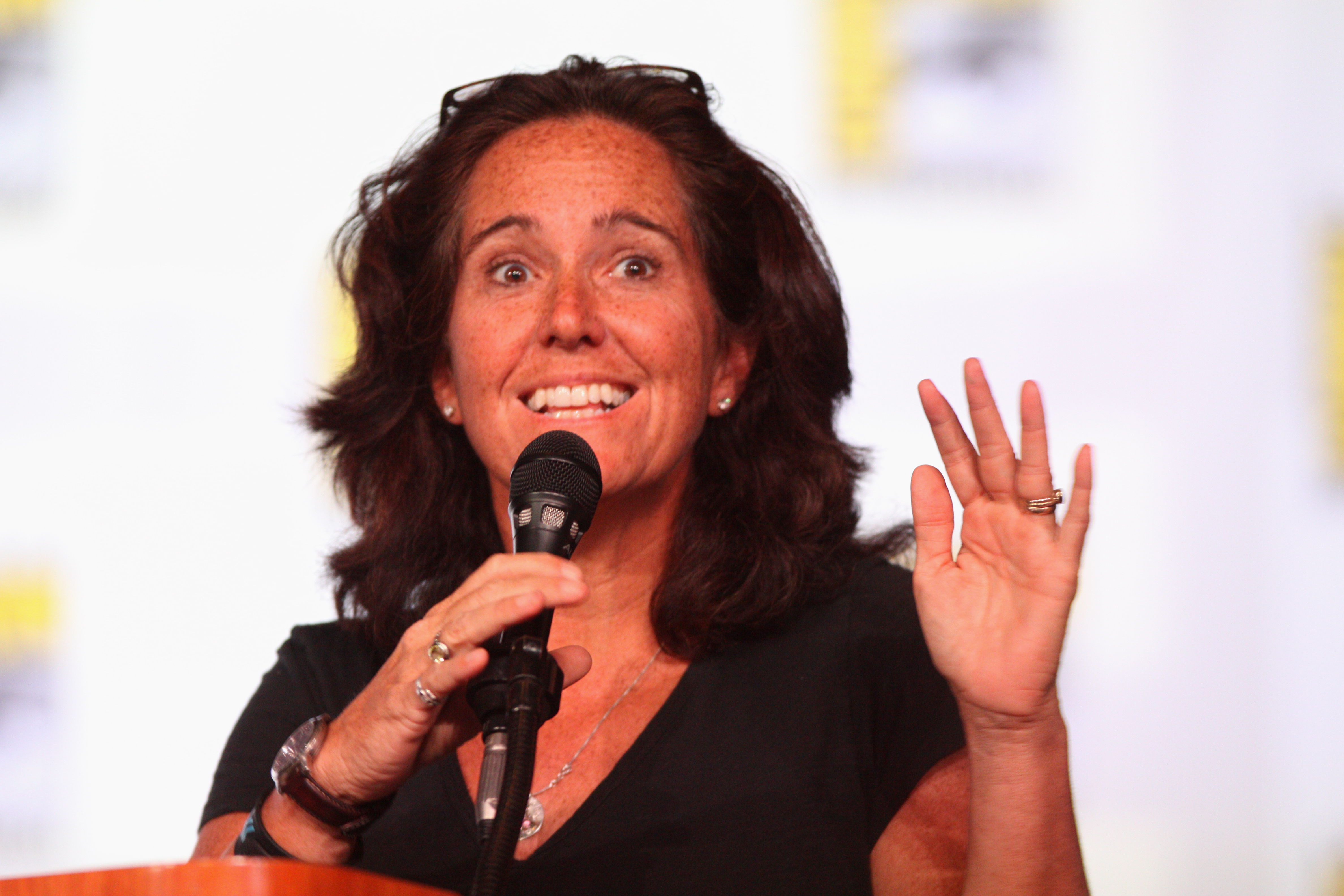
Mary McNamara

Mary McNamara (* 1963 in Baltimore, Maryland, USA) ist eine US-amerikanische Journalistin, Autorin und Kritikerin für Film und Fernsehen.

## Leben
McNamara zog als Kind mit ihrer Familie nach Westminster (Maryland). Nach ihrem Highschool-Abschluss dort besuchte sie die School of Journalism der University of Missouri. Während ihrer Studienzeit begann sie als Reporterin für die Tageszeitung Columbia Missourian zu arbeiten. Zur Zeit ihres Abschlusses an der School of Journalism schrieb sie für die Zeitschrift Ms.
1991 ging McNamara als Kolumnenschreiberin und Redakteurin zur Los Angeles Times und wurde dort 2009 Fernsehkritikerin. Sie hat bisher zwei Romane/Kriminalgeschichten über Ereignisse und Personen in Hollywood veröffentlicht.
2015 erhielt McNamara den Pulitzer-Preis für Kritik.
McNamara lebt mit Ehemann und drei Kindern in La Crescenta im Los Angeles County.

## Ehrungen und Auszeichnungen
- 2015: Pulitzer-Preis in der Sparte Kritik.

## Veröffentlichungen
- Oscar Season. Simon and Schuster, New York City, USA 2008, ISBN 978-1-4165-3991-9.
- The Starlet, a Novel. Simon and Schuster, New York City, USA 2010, ISBN 978-1-4391-4984-3.